# Ryan Sclater

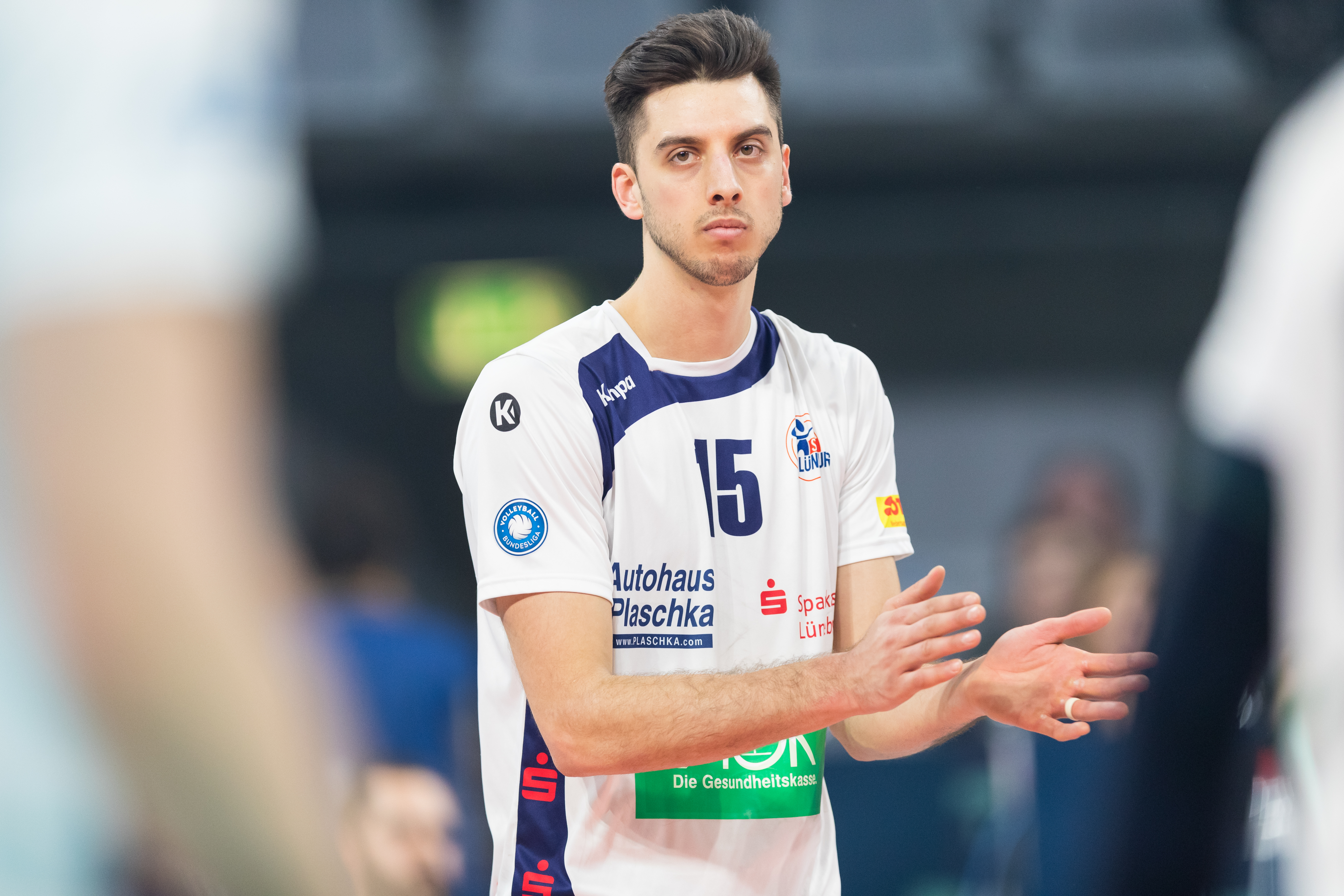
Ryan Sclater zawodnikiem SVG Lüneburg w sezonie 2018/2019

Ryan Joseph Sclater (ur. 10 lutego 1994 w Port Coquitlam) – kanadyjski siatkarz, grający na pozycji atakującego, reprezentant Kanady. 
W 2023 roku przed Świętami Bożego Narodzenia Jastrzębski Węgiel zamieścił w mediach społecznościowych kolędę bożonarodzeniową "O Holy Night" w jego wykonaniu, gdzie tą kolędę zaśpiewał i zagrał na gitarze.

## Przebieg kariery
| Lata      | Klub                     | Kraj                         |
| 2012–2017 | Trinity Western Spartans | Kanada                       |
| 2017–2019 | SVG Lüneburg             | Niemcy                       |
| 2019–2021 | Montpellier UC           | Francja                      |
| 2021–2022 | Arago de Sète            | Francja                      |
| 2022–2023 | Al Jazira SC             | Zjednoczone Emiraty Arabskie |
| 2023–2024 | Jastrzębski Węgiel       | Polska                       |
| 2024–     | Tours VB                 | Francja                      |

## Sukcesy klubowe
Canada West Mens Volleyball:
- 2016, 2017
- 2013, 2014, 2015

U Sports Championship:
- 2016, 2017
- 2015

Mistrzostwo Polski:
- 2024[6]

Liga Mistrzów:
- 2024[7]

Mistrzostwo Francji:
- 2025[8]

## Sukcesy reprezentacyjne
Mistrzostwa Ameryki Północnej, Środkowej i Karaibów:
- 2019